# Open Clip Art Library

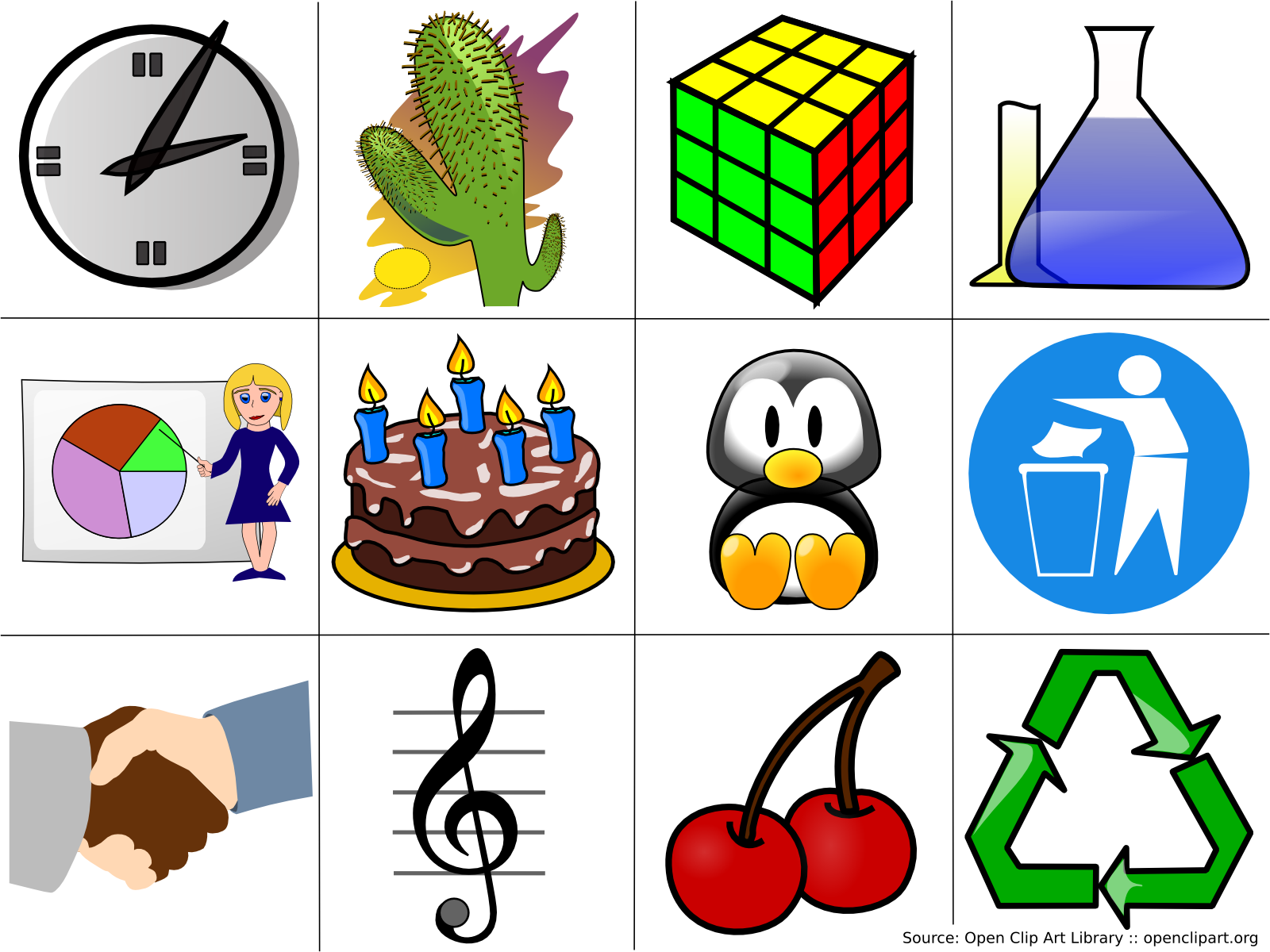
Clipart-Beispiele der Open Clip Art Library

Die Open Clip Art Library (kurz Openclipart) ist eine freie Clipart-Bibliothek. Jeder kann dort eigene Cliparts beisteuern oder die vorhandenen durchsuchen, herunterladen und verwenden. Alle Werke sind als gemeinfrei deklariert und dafür unter der Creative-Commons-Lizenz CC-0 lizenziert. Die Grafiken dürfen daher für beliebige Zwecke verwendet und verändert werden.
Das genutzte Dateiformat ist das vom W3C standardisierte Scalable-Vector-Graphics-Format (SVG).
Das Projekt wurde Anfang 2004 von den Inkscape-Entwicklern Jon Phillips und Bryce Harrington gestartet, um Flaggen-Icons für die Software zu sammeln. Es folgte damit dem Vorbild eines früheren ähnlichen Unterfangens für das Mutterprojekt Sodipodi. Es entwickelte sich sehr gut und die Zielsetzung wurde ausgeweitet. Die „Open Clip Art Library 2.0“ verwendete das für das Projekt geschaffene Aiki Framework anstatt der bis dahin eingesetzten Software ccHost.
In den folgenden Jahren entwickelte sich Openclipart weiter und wurde in verschiedenen Vektorgrafikprogrammen (u. a. Inkpad, Inkscape) eingebunden.
Im April 2019 wurde die Internetseite angeblich Opfer einer DDoS-Attacke, in deren Folge das Angebot bis Dezember 2019 offline war. Im Dezember 2019 erfolgte ein Relaunch der Seite mit neuem Design und neuer Softwarebasis. Zu diesem Zeitpunkt waren viele der Funktionen (Suchfunktion, Tag-System usw.) noch nicht wieder implementiert.
Während der Shutdown-Phase ist mit freesvgclipart.com ein Klon des ursprünglichen Projekts entstanden.

## Ziele des Projekts
- Einen Sammelpunkt gemeinfreier Cliparts für Open-Source-Anwendungen bereitstellen
- Standards für den gemeinsamen, lokalen Zugriff verschiedener Anwendungen entwickeln
- Entwicklung eines universellen Metadaten-Schemas für Cliparts
- Zum Einsatz von offenen Grafikformaten wie SVG und PNG ermuntern
- Interoperabilität verschiedener Anwendungen erhöhen (durch Verwendung standardisierter Formate)
- Konvertierer für verschiedene Formate entwickeln und zur Verfügung stellen